# 호분
호분(胡奮, ? ~ 288년 2월)은 중국 삼국 시대 위나라와 서진의 장수로, 자는 현위(玄威)이며, 안정군 임경현 사람이다. 호준(胡遵)의 아들이자 호열(胡烈)의 형이다.

## 행적
238년, 요동의 군벌 공손연(公孫淵)이 반란을 일으키자 아버지를 따라 종군해 교위가 되어 난을 진압하였다.
255년, 강유(姜維)가 적도로 침공하면서 왕경(王經)이 위험하자 진태(陳泰), 등애(鄧艾), 왕비(王備?) 등과 함께 구원하러 갔다.
257년, 제갈탄(諸葛誕)이 반란을 일으키자 사마소(司馬昭)의 정벌군에 참여했고, 이듬해 제갈탄을 격파해 붙잡아 죽였다.
271년, 북방에서 반란을 일으킨 유맹을 토벌하였다.
273년, 딸 호방(胡芳)이 사마염의 귀인이 된다.
276년, 딸 호방이 황후가 되어 권력을 남용하는 양준(楊駿)을 비판하면서 황제의 외척이 되어 멸망하지 않은 가문이 없다며 한탄했다는 일화도 있다.
279년, 오나라 정벌에도 참전해 평남장군의 직위로 하구로 나아가 강안을 점령하는 등의 공을 세워 상서복사, 진군대장군, 개부의동삼사, 양하후로 임명되어 오나라를 공격했다.
288년, 병사하여 장후라는 시호가 내려졌고 거기장군으로 추증되었다.

## 삼국지연의에서의 호분
자신이 직접 제갈탄의 목을 베고 오나라 정벌 때 평남장군에 임명되어 참전했으며, 두예(杜預)에게 봄물이 불어나 겨울이 되기를 기다렸다가 공격하자고 건의했지만 두예가 이를 반박하면서 파죽지세의 시초가 되는 말을 하였다.